# Махлиновский, Виктор Львович
Виктор Львович Махлиновский (26 декабря 1903 года, Полтава — 26 мая 1950 года, Ашхабад) — советский военный деятель, генерал-майор (14 февраля 1943 года).

## Начальная биография
Виктор Львович Махлиновский родился 26 декабря 1903 года в Полтаве.
Работал разнорабочим на товарных станциях Полтавы и Киева.

## Военная служба

### Гражданская война
В феврале 1919 года призван в ряды РККА и направлен красноармейцем в 1-й интернациональный полк, дислоцированный в Полтаве, а 25 июня переведён в конный эскадрон при Полтавском военкомате, однако уже 28 июля был уволен в связи с малолетством и болезнью.
24 января 1920 года вступил в отряд по борьбе с бандитизмом, который вскоре был присоединён к 66-му стрелковому полку ВНУС. Принимал участие в боевых действиях на территории Полтавской губернии против войск под командованием С. В. Петлюры, Н. И. Махно, Беленького, Аверко и других.
В феврале 1921 года Махлиновский уволен со службы, после чего работал на опытном поле в Полтаве.

### Межвоенное время
В мае 1921 года вновь призван в ряды РККА и назначен на должность делопроизводителя в Полтавском инженерном складе (Харьковский военный округ), а в июне направлен на учёбу в 14-ю пехотную военную школу, дислоцированную в Полтаве. После окончания учёбы в сентябре 1924 года направлен в 8-й Туркестанский стрелковый полк (3-я Туркестанская стрелковая дивизия) в Восточной Бухаре, где служил на должностях адъютанта батальона, командира взвода, начальника полковой школы и командира роты и принимал участие в боевых действиях против басмаческих отрядов под командованием Ибрагим-бека, Рахман-Датхо и других в районах Душамбе, Курлюк, Юрчи, Янги-Базар, Курган-Тюбе и других, а в 1926 году в качестве командира сводного отряда в составе полка — в ликвидации басмачества в направлении Янги-Базар, г. Шурга, граница Локайской долины.
В ноябре 1929 года Махлиновский назначен на должность командира роты в составе 12-го Туркестанского горнострелкового полка, дислоцированного в г. Термез, в апреле 1932 года — на должность инструктора-руководителя в учебном центре Среднеазиатского военного округа, в мае 1933 года — на должность начальника команды одногодичников 9-го горнострелкового полка, а в феврале 1935 года — на должность начальника 5-й части штаба 1-й Туркестанской стрелковой дивизии, дислоцированной в г. Ашхабад и в мае 1936 года преобразованной в 83-ю горнострелковую дивизию. В апреле 1938 года назначен на должность командира 230-го горнострелкового полка в составе этой же дивизии, а 22 марта 1941 года — на должность начальника штаба 238-й стрелковой дивизии.

### Великая Отечественная война
С началом войны находился на прежней должности. В августе дивизия была передислоцирована из Ашхабада в район Тулы, где вступила в оборонительные боевые действия в ходе Можайско-Малоярославецкой и Тульской оборонительной операций. В декабре 1941 года был освобождён от занимаемой должности и назначен командиром 1285-го стрелкового полка (60-я стрелковая дивизия), который вёл боевые действия в районе населённых пунктов Высокиничи и Чёрная Грязь, а с февраля 1942 года — в районе Мценска.
В апреле назначен на должность заместителя командира 60-й стрелковой дивизии, 9 июня — на должность командира 240-й стрелковой дивизии, однако уже 24 июня переведён на должность командира 211-й стрелковой дивизии, которая вела оборонительные боевые действия в районе населённых пунктов Орловка, Красные Лужки, Коробка, а с 24 января 1943 года — в Воронежско-Касторненской наступательной операции, в ходе которой дивизия под командованием В. Л. Махлиновского после формирования реки Тим перерезала железнодорожные линии Щигры — Колпна и Орёл — Курск и освободила город Фатеж, после чего находилась в обороне. С 5 июля во время Курской битвы дивизия вела оборонительные боевые действия с целью недопущения войск противника к шоссе Орёл — Курск, а с 31 июля участвовала в ходе Орловской и Черниговско-Припятской наступательных операций, битвы за Днепр и Житомирско-Бердичевской наступательной операции.
23 января 1944 года генерал-майор Махлиновский за оставление рубежа 894-м стрелковым полком без приказа был снят с занимаемой должности и переведён заместителем командира 107-й стрелковой дивизии, которая вскоре принимала участие в ходе Проскуровско-Черновицкой наступательной операций.
С 10 апреля исполнял должность коменданта 156-го укреплённого района, а 30 апреля назначен на должность командира 340-й стрелковой дивизии, которая участвовала в боевых действиях в Львовско-Сандомирской операции.
С 4 сентября 1944 года лечился в госпитале.

### Послевоенная карьера
После окончания войны генерал-майор Виктор Львович Махлиновский проходил санаторное лечение и 23 мая 1946 года вышел в отставку. Умер 26 мая 1950 года в Ашхабаде.

## Награды
- Орден Ленина (21.02.1945);
- Два ордена Красного Знамени (20.08.1943, 03.11.1944);
- Два ордена Суворова 2 степени (08.02.1943, 23.09.1943);
- Медали.